# Psary Polskie
Psary Polskie – wieś w Polsce położona w województwie wielkopolskim, w powiecie wrzesińskim, w gminie Września.
W latach 1954-1959 wieś była siedzibą gromady Psary Polskie, po jej zniesieniu w gromadzie Września-Północ. W latach 1975–1998 miejscowość administracyjnie należała do województwa poznańskiego.
9 lutego 1883 w miejscowości urodził się Józef Kowalski – w latach 1923–1927 poseł na Sejm Rzeczypospolitej Polskiej z ramienia Narodowej Partii Robotniczej.

## Sport
- Błękitni Psary Polskie - klub piłkarski, który w sezonie 2023/24 występuje w klasie B, gr. wielkopolskiej V[4].